# Acciaiolo
Acciaiolo è una frazione del comune italiano di Fauglia, nella provincia di Pisa, in Toscana.

## Geografia fisica
La frazione di Acciaiolo si sviluppa a 34 m d'altitudine alle pendici settentrionali del poggio Le Querce (103 m), lungo la piana del fiume Tora. Il fiume lambisce Acciaiolo a nord ed accoglie poco ad ovest del centro del paese il rio Conella, notevole per la sua lunghezza di circa 5 km ma completamente secco nei periodi estivi: qui negli anni novanta del Novecento il torrente ha esondato con notevoli danni e disagi alla frazione.
La frazione confina ad ovest con Luciana, dalla quale è separata dal tracciato della ferrovia, a sud con Orciano Pisano, ad est con Lorenzana e a nord con il capoluogo comunale. Acciaiolo dista poco più di 3 km da Fauglia e circa 26 km da Pisa.

## Storia
Il territorio di Acciaiolo risulta abitato già in epoca preistorica, come dimostrano alcuni ritrovamenti nella zona riferibili all'industria litica.
La frazione tuttavia si sviluppò considerevolmente soltanto a partire dalla seconda metà del XIX secolo, quando venne inaugurata la ferrovia Livorno-Collesalvetti-Vada e qui realizzata la stazione a servizio del comune di Fauglia. Acciaiolo divenne presto una località frequentata ed iniziarono a stabilirvisi le prime attività di carattere industriale della val di Tora. Nel 1907 fu aperto un importante opificio specializzato nella lavorazione del legno di stipe, mentre nel 1919 venne istituita la cooperativa di consumo "La nuova Italia" di generi alimentari.
Nel secondo dopoguerra Acciaiolo conobbe un incremento demografico: da piccolo borgo di 34 abitanti del 1951, arrivò a 126 abitanti nel 1961, fino a superare le 200 unità nel 1981.

## Economia
La frazione è conosciuta per la grande area produttiva e i numerosi stabilimenti industriali a servizio di Fauglia e di Lorenzana e gli altri centri minori della val di Tora. Qui è situato inoltre il capolinea dell'elettrodotto La Spezia-Acciaiolo di Terna, uno dei più importanti per la distribuzione elettrica della Toscana nord-occidentale.

## Infrastrutture e trasporti
Ad Acciaiolo è situata l'ex stazione di Fauglia-Lorenzana dell'originaria ferrovia Maremmana. Dalla stazione, oggi chiusa, transitano solamente treni merci e treni passeggeri deviati. Il servizio viaggiatori con treni è stato soppresso negli anni '90 e attualmente viene svolto da Busitalia Rail Service, un servizio sostitutivo con autobus solo nei giorni scolastici, una corsa al mattino per Pisa e l'altra nel primo pomeriggio per Cecina, che fermano nel centro abitato.
Il servizio di trasporto pubblico su gomma viene effettuato da Autolinee Toscane con corse per Pisa, Livorno, Collesalvetti, Vicarello (dove sono presenti interscambi per Crespina, Pontedera e Ponsacco), Fauglia, Lorenzana, Orciano Pisano e Castellina Marittima, linee 50/51 e 107 del servizio extraurbano di Pisa e Livorno.

## Sport
Nella frazione ha sede la società calcistica Acciaiolo Calcio A.S.D., fondata nel 1978, ma attiva a livello provinciale dal 2008, che milita nel campionato di Terza categoria. Tra il 2014 e il 2018 la società dette vita a due sodalizi fondendosi prima con Lorenzana-Crespina A.S.D. prendendo il nome di Atletico Etruria (2014-2017), e poi con la S.C. Cenaia formando l'Atletico Cenaia (2017-2018), salvo poi tornare in proprio con il nome originario dalla stagione 2018-2019. I colori sociali sono il giallo e il blu.
Le partite casalinghe sono disputate allo Stadio Comunale di Acciaiolo, situato presso l'area artigianale della frazione.